# Byggefagenes Samvirke
Byggefagenes Samvirke er en københavnsk organisation som siden 1924 har arbejdet for samarbejde mellem fagforeninger inden for byggefagene. Medlemsorganisationerne arbejder sammen i forbindelse med overenskomstforhandlingerne, ved arbejdsmarkedskonflikter og ved andre faglige aktiviteter, for eksempel organisering af udenlandske kolleger, arbejdsmiljøkontrol og uddannelse. Organisationen omfatter omkring ca. 19.000 organiserede bygningsarbejdere i Københavnsområdet. Medlemmerne kommer fra fagforeningerne 3F Bygge-, Jord- og Miljøarbejdernes fagforening, 3F Taastrup, 3F Mølleåen, 3F Storkøbenhavn, 3F Kastrup, 3F Vestegnen, Dansk El-Forbund København, HK It, Medie og Industri, Malernes Fagforening Storkøbenhavn, Rør- og Blikkenslagernes Fagforening og Stilladsarbejdernes Brancheklub (3F København), Dansk Metal Hovedstaden, Teknisk Landsforbund Kbh./Bornholm, Vagt- og Sikkerhedsfunktionærernes Landssammenslutning, Ejendomsfunktionærerne.
Organisationens formand er Henrik Juul Rasmussen (Rør- og Blikkenslagernes Fagforening København). Han blev i 2018 valgt til posten, efter at John E. Jakobsen. Tidligere formænd bl.a.: Harry Osborn (murer), Anders Olesen (tømrer), Per Olsen (elektriker).